# FA Cup 1895-1896
La FA Cup 1895-96 fu la venticinquesima edizione del torneo calcistico più vecchio del mondo. Vinse per la prima volta lo Sheffield Wednesday.
Inoltre a causa del furto avvenuto a Birmingham del trofeo della FA Cup fuso nel 1871, mentre era detenuto dall'Aston Villa, per questa occasione venne creata una replica del primo trofeo.

## Calendario
| Turno                           | Data di inizio          |
| ------------------------------- | ----------------------- |
| Turno preliminare               | Sabato 5 ottobre 1895   |
| Primo turno di qualificazione   | Sabato 12 ottobre 1895  |
| Secondo turno di qualificazione | Sabato 2 novembre 1895  |
| Terzo turno di qualificazione   | Sabato 23 novembre 1895 |
| Quarto turno di qualificazione  | Sabato 14 dicembre 1895 |
| Primo turno                     | Sabato 1º febbraio 1896 |
| Secondo turno                   | Sabato 15 febbraio 1896 |
| Terzo turno                     | Sabato 29 febbraio 1896 |
| Semifinali                      | Sabato 21 marzo 1896    |
| Finale                          | Sabato 18 aprile 1896   |

## Primo turno
| Nr. partita | Squadra locale          | Punteggio | Squadra ospite          | Data             |
| ----------- | ----------------------- | --------- | ----------------------- | ---------------- |
| 1           | Blackpool               | 4-1       | Burton Swifts           | 1º febbraio 1896 |
| 2           | Chesterfield            | 0-4       | Newcastle United        | 1º febbraio 1896 |
| 3           | Darwen                  | 0-2       | Grimsby Town            | 1º febbraio 1896 |
| 4           | Burnley                 | 6-1       | Woolwich Arsenal        | 1º febbraio 1896 |
| 5           | Liverpool               | 4-1       | Millwall Athletic       | 1º febbraio 1896 |
| 6           | Stoke                   | 5-0       | Tottenham Hotspur       | 1º febbraio 1896 |
| 7           | Nottingham Forest       | 0-2       | Everton                 | 1º febbraio 1896 |
| 8           | Blackburn               | 1-2       | West Bromwich Albion    | 1º febbraio 1896 |
| 9           | Wolverhampton Wanderers | 2-2       | Notts County            | 1º febbraio 1896 |
| Ripetizione | Notts County            | 3-4       | Wolverhampton Wanderers | 5 febbraio 1896  |
| 10          | Crewe Alexandra         | 0-4       | Bolton Wanderers        | 1º febbraio 1896 |
| 11          | Sunderland              | 4-1       | Preston North End       | 1º febbraio 1896 |
| 12          | Derby County            | 4-2       | Aston Villa             | 1º febbraio 1896 |
| 13          | Burton Wanderers        | 1-1       | Sheffield United        | 1º febbraio 1896 |
| Ripetizione | Sheffield United        | 1-0       | Burton Wanderers        | 6 febbraio 1896  |
| 14          | Newton Heath            | 2-1       | Kettering               | 1º febbraio 1896 |
| 15          | Small Heath             | 1-4       | Bury                    | 1º febbraio 1896 |
| 16          | Southampton St Mary's   | 2-3       | The Wednesday           | 1º febbraio 1896 |

## Secondo turno
| Nr. partita | Squadra locale          | Punteggio | Squadra ospite       | Data             |
| ----------- | ----------------------- | --------- | -------------------- | ---------------- |
| 1           | Blackpool               | 0-2       | Bolton Wanderers     | 15 febbraio 1896 |
| 2           | Burnley                 | 1-1       | Stoke                | 15 febbraio 1896 |
| Ripetizione | Stoke                   | 7-1       | Burnley              | 20 febbraio 1896 |
| 3           | The Wednesday           | 2-1       | Sunderland           | 15 febbraio 1896 |
| 4           | Grimsby Town            | 1-1       | West Bromwich Albion | 15 febbraio 1896 |
| Ripetizione | West Bromwich Albion    | 3-0       | Grimsby Town         | 20 febbraio 1896 |
| 5           | Wolverhampton Wanderers | 2-0       | Liverpool            | 15 febbraio 1896 |
| 6           | Everton                 | 3-0       | Sheffield United     | 15 febbraio 1896 |
| 7           | Newton Heath            | 1-1       | Derby County         | 15 febbraio 1896 |
| Ripetizione | Derby County            | 5-1       | Newton Heath         | 19 febbraio 1896 |
| 8           | Newcastle United        | 1-3       | Bury                 | 15 febbraio 1896 |

## Terzo turno
| Nr. partita | Squadra locale          | Punteggio | Squadra ospite       | Data             |
| ----------- | ----------------------- | --------- | -------------------- | ---------------- |
| 1           | The Wednesday           | 4-0       | Everton              | 29 febbraio 1896 |
| 2           | Bolton Wanderers        | 2-0       | Bury                 | 29 febbraio 1896 |
| 3           | Wolverhampton Wanderers | 3-0       | Stoke                | 29 febbraio 1896 |
| 4           | Derby County            | 1-0       | West Bromwich Albion | 29 febbraio 1896 |

## Semifinali
| Nr. partita | Squadra locale          | Punteggio | Squadra ospite   | Data          |
| ----------- | ----------------------- | --------- | ---------------- | ------------- |
| 1           | The Wednesday           | 1-1       | Bolton Wanderers | 21 marzo 1896 |
| Ripetizione | The Wednesday           | 3-1       | Bolton Wanderers | 28 marzo 1896 |
| 2           | Wolverhampton Wanderers | 2-1       | Derby County     | 21 marzo 1896 |

## Finale
| Arbitro: | William Simpson |

|                      |           |                |
| Fred Spiksley 1’ 18’ | Marcatori | 8’ David Black |